# Fonología del irlandés
Este artículo sección cubre la fonología del idioma. Para un enfoque más general sobre el idioma, véase idioma irlandés

Mapa de las zonas de habla irlandesa de Irlanda.

La fonología del irlandés varía de dialecto a dialecto, por lo que no existe una pronunciación estándar del mismo. Los principales dialectos del irlandés son el dialecto de Ulster, del de Connacht y el de Munster. El aislamiento geográfico que ha sufrido Irlanda en varias ocasiones es el principal factor de que haya desarrollado un tipo de pronunciación característico y con notables diferencias con respecto al idioma hablado en la isla de Inglaterra. La fonología irlandesa ha sido estudiada como disciplina desde finales del siglo XIX, pudiendo encontrarse obras de diversos investigadores con descripciones de los dialectos de todas las regiones donde se hablaba el idioma. A partir del siglo XX comenzó a despertar el interés de los lingüistas teóricos y aumentó el número de libros, artículos y tesis doctorales sobre el tema.
Uno de los aspectos más importantes del acento irlandés, conocido también como brogue, es que casi todas las consonantes aparecen por parejas, con una pronunciación «ampliada» y otra «reducida». Las consonantes ampliadas son velares (el punto de articulación está situado en el paladar blando), o presentan una velarización (el punto de articulación de la lengua se retrasa, desplazándola hacia el paladar blando), como los fonemas /k/ o /ɡ/. En cambio, las consonantes reducidas son palatalizadas (se adelanta el punto de articulación de la lengua, desplazándola hacia el paladar duro). El contraste entre las consonantes ampliadas y las reducidas es crucial en irlandés, puesto que puede suponer el cambio de significado de una palabra de intercambiarse. Por ejemplo, la única diferencia en la pronunciación entre las palabras bó [bˠoː] («vaca») y beo [bʲoː] («vivo») consiste en que en el primer caso la consonante b se velariza (consonante ampliada) mientras que en el segundo se palataliza (consonante reducida).
El contraste entre las consonantes ampliadas y reducidas juega un papel crítico no solo en la distinción entre consonantes individuales, sino también en la pronunciación de las vocales circundantes, en la determinación de qué consonantes pueden juntas y en el comportamiento de las palabras que comienzan por vocal. Esta distinción ampliada/reducida es similar a la fuerte/débil de algunos idiomas eslavos, como el ruso. Además, el irlandés comparte una serie de características fonológicas con sus familiares lingüísticos más cercanos, gaélico escocés y manés, así como con el inglés de Irlanda, que es el idioma con el que mantiene un contacto continuado.

## Historia
Hasta finales del siglo XIX, las discusiones lingüísticas sobre el irlandés se centraban en la gramática tradicional de la lengua (cuestiones como la inflexión de los sustantivos, verbos y adjetivos) o en el desarrollo histórico de los sonidos desde el protoindoeuropeo, pasando por el protocéltico, hasta el irlandés antiguo. El primer análisis descriptivo de la fonología de un dialecto irlandés fue realizado por Franz Nikolaus Finck en 1899, estudio que se basó en su trabajo de campo en las islas Aran. Y más adelante, Edmund Quiggin realizó en 1906 una descripción fonética del dialecto de Meenawannia, cerca de Glenties (Condado de Donegal), mientras que Holger Pedersen incluiría en su relato histórico, publicado en 1909, una descripción de los dialectos modernos. Entre 1922 y 1965, Alf Sommerfelt publicó las primeras descripciones tanto del dialecto irlandés de Ulster como de las variedades de Munster, e incluso del ahora extinto dialecto del sur de Condado Armagh (analizando pueblos como el de Torr en Gweedore y varias zonas de Munster). En 1931, Marie-Louise Sjoestedt  describió el dialecto de Dunquin en la península de Dingle.
Desde 1944 hasta 1968 el Instituto de Estudios Avanzados de Dublín publicó una serie de monografías, cada una describiendo la fonología de un dialecto local:
- West Muskerry, en el Condado de Cork (Ballyvourney, Coolea y alrededores), por Ó Cuív en 1944;[11]
- An Rinn, en el Condado de Waterford, por Breathnach en 1946;[12]
- Tourmakeady, en el condado de Mayo por de Búrca en 1958;[13]
- Teelin, en el condado de Donegal, por Wagner en 1959;[14]
- Cois Fhairrge, en el condado de Galway (Barna, Spiddal, Inverin y alrededores), por de Bhaldraithe en 1966;[15] y
- Erris, en el condado de Mayo, por Mhac an Fhailigh en 1968.[16]

Se han publicado estudios más recientes sobre fonología descriptiva por:
- Leslie Lucas, en 1979, sobre Rosguill al norte de Donegal;[17]
- Art Hughes, en 1986, sobre Tangaveane y Commeen (también cerca de Glenties);[18]
- Brian Ó Curnáin, en 1996, sobre Iorras Aithneach en Connemara (Kilkieran y alrededores);[19] y
- Diarmuid Ó Sé, en 2000, sobre la península de Dingle en el Condado de Kerry.[2]

En 1975 se publicó uno de los primeros trabajos de investigación sobre la fonología teórica del irlandés, realizado por Micheal O'Siadhail y Arndt Wigger. Esta publicación seguía la misma metodología del trabajo de Noam Chomsky y Morris Halle, «The Sound Pattern of English» de 1968, que serviría de base para la sección de fonología de un trabajo posterior de Mícheál O'Siadhail de 1991 titulado «Modern Irish: Grammatical structure and dialectal variation». Otros trabajos sobre fonología teórica del irlandés son los de Maire Ní Chiosáin de 1991 y el de Antony Green de 1997, que siguen la teoría de la optimidad, o los trabajos de Eugeniusz Cyran de 1997 y el de Anna Bloch-Rozmej de 1998 que se basan en la teoría GP.

## Consonantes
La mayoría de los dialectos irlandeses presentan al menos los fonemas consonánticos que se muestran en la siguiente tabla (véase AFI para la explicación de los símbolos). La consonante /h/ no se halla ni ampliada ni reducida.
|                        |                 | Labial   | Labial   | Coronal  | Coronal  | Dorsal | Dorsal | Glotal |
| ampliada               | reducida        | ampliada | reducida | ampliada | reducida |        |        | Glotal |
| ---------------------- | --------------- | -------- | -------- | -------- | -------- | ------ | ------ | ------ |
| Oclusiva               | sorda           | pˠ       | pʲ       | t̪ˠ       | tʲ       | k      | c      |        |
| Oclusiva               | sonora          | bˠ       | bʲ       | d̪ˠ       | dʲ       | ɡ      | ɟ      |        |
| Fricativa/ Aproximante | sorda           | fˠ       | fʲ       | sˠ       | ʃ        | x      | ç      | h      |
| Fricativa/ Aproximante | sonora          | w        | vʲ       |          | ɹ̝ʲ       | ɣ      | j      |        |
| Nasal                  | Nasal           | mˠ       | mʲ       | n̪ˠ       | nʲ       | ŋ      | ɲ      |        |
| Vibrante simple        | Vibrante simple |          |          | ɾˠ       |          |        |        |        |
| Lateral                | Lateral         |          |          | l̪ˠ       | lʲ       |        |        |        |

### Semivocales
Las consonantes ampliadas (velarizadas o velares) antes de una vocal anterior introducen una semivocal velar (sonido muy breve parecido a una vocal) muy parecida a la /w/ del inglés pero sin redondear los labios; el símbolo AFI de este sonido es /ɰ/. Por ejemplo, en naoi [n̪ˠiː] («nueve'») o caoi [kiː] («manera») este fenómeno provoca que se pronuncien como [n̪ˠɰiː] y [kɰiː] respectivamente. Cuando las consonantes ampliadas son labiales, la semivocal velar es labializada, es decir, se pronuncia redondeando los labios (como en buí [bˠiː] («amarillo»), que se pronuncia /bˠwiː/. De modo similar, las consonantes reducidas (palatalizadas o palatales) delante de una vocal posterior producen una semivocal palatal (como la /Y/ del inglés), como por ejemplo en tiubha [tʲuː] («espeso»), que se pronuncia [tʲjuː].
Cuando una consonante ampliada sigue a una vocal anterior, se añade una semiconsonante /ə̯/ (parecida a una vocal muy breve) justo antes de la consonante, como por ejemplo en díol [dʲiːl̪ˠ] («vender»), que se pronuncia /dʲiːə̯l̪ˠ/. De forma parecida, cuando una consonante reducida sigue a una vocal posterior, se introduce una semiconsonante  /i̯/ antes de la consonante, como por ejemplo en ait [aːtʲ] («lugar») que se pronuncia [aːi̯tʲ], en óil [oːlʲ] («bebido») que se pronuncia [oːi̯lʲ], en meabhair [mʲəuɾʲ] («comprendido») que se pronuncia [mʲəui̯ɾʲ], o en dúinn [d̪ˠuːn̠ʲ] («a nosotros») que se pronuncia [d̪ˠuːi̯n̠ʲ].

### Alófonos
/w/ (que puede ser escrito como «bh», «mh», o «v») tiene dos alófonos básicos: la aproximante labiovelar [w] y la fricativa labiodental sonora velariza [vˠ]. La distribución de estos alófonos varía de dialecto a dialecto. En Munster, generalmente solo se encuentra [vˠ], mientras que en Ulster se encuentra [w]. En Connacht, se encuentra [w] a principio de palabra antes de vocal (por ejemplo, bhfuil [wɪlʲ] («es») y [vˠ] en otras posiciones (por ejemplo, naomh [n̪ˠiːvˠ] («santo»), fómhar [ˈfˠuːvˠəɾˠ] («otoño») y bhrostaigh [ˈvˠɾˠɔsˠt̪ˠə] («apresurado»).
Las fricativas labiales restantes son típicamente labiodentales [fˠ, fʲ, vʲ], pero al igual que /w/ tiene el alófono fricativo [vˠ], estas tienen los alófonos bilabiales [ɸˠ, ɸʲ, βˠ, βʲ] en muchos dialectos; la distribución depende en parte de dónde aparezcan (las bilabiales se suelen encontrar más junto a las vocales redondeadas) y en parte a los hablantes.
Entre las coronales, la mayoría son alveolares, pero las oclusivas y laterales ampliadas son típicamente dentales ([t̪ˠ, d̪ˠ, n̪ˠ, l̪ˠ]) mientras que las fricativas coronales reducidas suelen ser postalveolares ([ʃ]). Las oclusivas coronales reducidas [tʲ, dʲ] pueden producirse como africadas alveolo-palatales ([tɕ, dʑ]) en varios dialectos, incluyendo el de Tourmakeady, el de Erris y el de Teelin. Las oclusivas dorsales reducidas [c, ɟ, ɲ] pueden articularse como auténticas palatales ([c, ɟ, ɲ]) o como palatovelares ([k̟, ɡ˖, ŋ˖]).
El fonema /j/ tiene tres alófonos en la mayoría de los dialectos: la aproximante palatal [j] antes de vocales junto a [iː] y a final de sílaba (por ejemplo, dheas [jasˠ] («bonito»), beidh [bʲɛj] («será»); la fricativa palatal sonora [ʝ] antes de consonante (por ejemmplo, ghrian [ʝɾʲiən̪ˠ] («sol»); y un sonido intermedio [j˔] (con mayor fricación que [j] pero menos que [ʝ]) antes de [iː] (por ejemplo, dhírigh [j˔iːɾʲə] («enderezado»).
Como en inglés, las oclusivas sordas son aspiradas (articulado con una aspiración de aire antes de la liberación) a principio de palabra, mientras que las oclusivas sonoras pueden ser parcialmente silenciadas pero nunca aspiradas. Las oclusivas sordas no son aspiradas después de [sˠ] y [ʃ] (por ejemplo, scanradh [sˠkauɾˠə] («terror»); sin embargo, las oclusivas permanecen aspiradas después del clítico is ([sˠ]) (por ejemplo, is cam [sˠkʰaum] («está torcido»). Algunos investigadores, como Ó Cúiv, Wagner, de Bhaldraithe, Mhac an Fhailigh y Ó Sé, usan transcripciones como «sb», «sd», «sɡ», «xd», etc., indicando que consideran que la oclusión que ocurre después de las fricativas sordas son más alófonos sordos de las oclusivas sonoras que alófonos no aspirados de las oclusivas sordas (como sucede realmente en el gaélico escocés), pero se trata de una opinión minoritaria.

### Sonantes tensas y laxas
En irlandés antiguo, las sonantes (escritas como «l», «n», «r» o «m») se dividieron además de en consonantes ampliadas y reducidas, en consonantes tensas y laxas. La definición fonética exacta de estos términos es algo imprecisa, pero los sonidos coronales tensos (escritos como «l», «n» y «r») tienen probablemente una duración y una superficie de contacto  entre la lengua y el cielo de la boca mayores que las laxas. Las m tensa fue probablemente una /m/ normal, mientras que la m laxa fue la semivocal nasalizada /w̃/, tendiendo quizás hacia una fricativa nasalizada /ṽ/ o /β̃/ cuando se palatalizaba. Por convención, las coronales tensas se transcriben con mayúsculas («L», «N» y «R»), y las laxas con minúsculas («l», «n» y «r») (algunos autores, como Stifter, en cambio emplean letras latinas para las tensas -«l», «n», «r» y «m» -y griegas para las laxas - «λ», «ν», «ρ» y «μ»). De modo que el irlandés antiguo emplea cuatro consonantes róticas (/Rˠ, Rʲ, rˠ, rʲ/), cuatro laterales (/Lˠ, Lʲ, lˠ, lʲ/) y cuatro coronales (/Nˠ, Nʲ, nˠ, nʲ/). Las sonantes tensas y laxas contrastaban entre sí entre las vocales y el final de palabra tras vocal en el irlandés antiguo, como por ejemplo en berraid [bʲeRˠɨðʲ] («tiende») frente a beraid [bʲerˠɨðʲ] («puede llevar»); en coll [koLˠ] («avellano») frente a col [kolˠ] («pecado»); o en sonn [sˠoNˠ] («estaca») frente a son [sˠonˠ] («sonido»). A principio de palabra solo se encontraban sonidos tensos, pero más adelante aparecieron sonidos laxos en zonas donde se producía lenición por cuestiones morfosintácticas: rún [Rˠuːnˠ] («misterio») frente a a rún [a rˠuːnˠ] («su misterio»); o lón [Lˠoːnˠ] («provisión») frente a a lón [a lˠoːnˠ] («su provisión»).
En el lenguaje actual, las cuatro consonantes róticas han sido reducidas a la mitad en todos los dialectos, /Rˠ, Rʲ, rˠ/ se han fusionado en /ɾˠ/. Para las laterales y las nasales, algunos dialectos han mantenido las cuatro diferenciadas, mientras que otros las han reducido a dos o tres fonemas distintos como se muestra en la siguiente tabla:
| Irlandés antiguo                                 | Ulster   | Ulster   | Connacht | Connacht  | Connacht | Munster | Munster                      |
| Irlandés antiguo                                 | Rosguill | Glenties | Mayo     | Connemara | Aran     | Dingle  | West Muskerry                |
| ------------------------------------------------ | -------- | -------- | -------- | --------- | -------- | ------- | ---------------------------- |
| Rˠ                                               | ɾˠ       | ɾˠ       | ɾˠ       | ɾˠ        | ɾˠ       | ɾˠ      | ɾˠ                           |
| rˠ                                               | ɾˠ       | ɾˠ       | ɾˠ       | ɾˠ        | ɾˠ       | ɾˠ      | ɾˠ                           |
| Rʲ                                               | ɾˠ       | ɾˠ       | ɾˠ       | ɾˠ        | ɾˠ       | ɾˠ      | ɾˠ                           |
| rʲ                                               | ɾʲ       | ɾʲ       | ɾʲ       | ɾʲ        | ɾʲ       | ɾʲ      | ɾʲ                           |
| Lˠ                                               | l̪ˠ       | l̪ˠ       | l̪ˠ       | l̪ˠ        | l̪ˠ       | l̪ˠ      | l̪ˠ                           |
| lˠ                                               | l̪ˠ       | lˠ       | lˠ       | l̪ˠ        | l        | l̪ˠ      | l̪ˠ                           |
| lʲ                                               | l        | lʲ       | lʲ       | lʲ        | l        | lʲ      | lʲ                           |
| Lʲ                                               | l̠ʲ       | l̠ʲ       | l̠ʲ       | l̠ʲ        | l̠ʲ       | lʲ      | lʲ                           |
| Nˠ                                               | n̪ˠ       | n̪ˠ       | n̪ˠ       | n̪ˠ        | n̪ˠ       | n̪ˠ      | n̪ˠ                           |
| nˠ                                               | n̪ˠ       | nˠ       | nˠ       | n̪ˠ        | n        | n̪ˠ      | n̪ˠ                           |
| nʲ                                               | n        | nʲ       | nʲ       | nʲ        | n        | nʲ      | nʲ                           |
| Nʲ                                               | n̠ʲ       | n̠ʲ       | n̠ʲ       | n̠ʲ        | n̠ʲ       | nʲ      | nʲ inicio de palabra ɲ otros |
| Nota: l̠ʲ y n̠ʲ son consonantes alveolo-palatales. |          |          |          |           |          |         |                              |

En cuanto a la m tensa y laxa, la versión laxa (semivocal nasalizada o fricativa labial) llegó a ser pronunciada con el tiempo como una semivocal regular o fricativa junto con la nasalización de la vocal precedente. La pérdida posterior de la /w/ entre las vocales evolucionó en vocales fonéticamente nasalizadas en algunos dialectos modernos (véase a continuación), pero estas no se mantienen rígidamente en ningún dialecto; siendo la tendencia más común la eliminación de completa de la nasalización. No obstante, la semivocal nasalizada original todavía se refleja en la ortografía como «mh».

## Vocales

Los fonemas vocálicos del dialecto de Connacht.

Los fonemas vocálicos del dialecto de Munster.

Las vocales varían de dialecto a dialecto, pero al menos los dialectos de Connacht y Munster coinciden en los monoptongos /iː/, /ɪ/, /uː/, /ʊ/, /eː/, /ɛ/, /oː/, /ɔ/, /a/, /aː/ y schwa (/ə/), que se encuentran solo en sílabas átonas; y en los diptongos descendentes /əi/, /əu/, /iə/ y /uə/. Dado que las vocales del dialecto de Ulster son muy diferentes, no se tratan en este artículo por ser más generalista.

### Localización vocálica
Las localización de las vocales (es decir, la posición horizontal del punto más elevado de la lengua durante su pronunciación) depende en gran medida de la calidad (ampliada o reducida) de las consonantes adyacentes. Algunos investigadores como Ó Siadhail o Ní Chiosáin, han comentado que [ɪ] y [ʊ] son realmente alófonos del mismo fonema, del mismo modo que [ɛ] y [ɔ], en el caso de que solo se tuviera en cuenta la apertura de las vocales. Bajo este punto de vista, estos fonemas pueden simplificarse distinguiendo únicamente entre vocales anteriores y posteriores. Por el contrario, adquieren la característica de localización de las consonantes que están adyacentes. En este artículo, sin embargo, se seguirá la suposición más tradicional de que /ɪ, ʊ, ɛ, ɔ/ son cuatro fonemas distintos. Las descripciones de los alófonos en esta sección provienen principalmente de los estudios de Ó Sé; las pronunciaciones por lo tanto reflejan el acento de Munster de la península de Dingle. Sin embargo, a menos que se indique lo contrario, coinciden en gran medida con otros acentos de Munster y Connacht.

### Vocales nasalizadas
En general, las vocales en irlandés son nasalizadas cuando están adyacentes a consonantes nasales. Para algunos hablantes, se aprecian pares mínimos entre vocales nasales y orales, lo que indica que las vocales nasales son fonemas separados también; estos generalmente son productos de una antigua semivocal nasalizada [w̃] (históricamente la versión lenificada de /m/), que desde entonces se ha perdido. Sin embargo, el contraste no es consistente en ningún dialecto; la mayoría de las descripciones publicadas dicen que las vocales nasales están presentes solo en el discurso de algunos hablantes (generalmente los de más edad). Los pares mínimos en potencia incluyen los que se muestran en la tabla siguiente.
| Vocal nasal | Vocal nasal   | Vocal nasal                         | Vocal oral | Vocal oral    | Vocal oral         |
| Escritura   | Pronunciación | Significado                         | Escritura  | Pronunciación | Significado        |
| ----------- | ------------- | ----------------------------------- | ---------- | ------------- | ------------------ |
| amhras      | [ˈə̃ũɾˠəsˠ]    | duda                                | abhras     | [ˈəuɾˠəsˠ]    | madeja             |
| áth         | [ãː]          | vado                                | ádh        | [aː]          | suerte             |
| comhair     | [kõːɾʲ]       | en la frase os comhair en frente de | cóir       | [koːɾʲ]       | honrado            |
| cumha       | [kũː]         | dolor                               | cú         | [kuː]         | sabueso            |
| deimhis     | [dʲĩːʃ]       | par de tijeras                      | dís        | [dʲiːʃ]       | pareja de personas |
| fómhair     | [fˠõːɾʲ]      | de otoño                            | fóir       | [fˠoːɾʲ]      | límite             |
| lámha       | [l̪ˠãː]        | manos                               | lá         | [l̪ˠaː]        | día                |
| lámhach     | [l̪ˠãːx]       | disparo                             | lách       | [l̪ˠaːx]       | generoso           |
| nimhe       | [nʲĩː]        | de veneno                           | ní         | [nʲiː]        | lavado             |
| rámha       | [ɾˠãː]        | de remo                             | rá         | [ɾˠaː]        | dicho              |

Además, cuando una vocal se nasaliza porque está adyacente a una consonante nasal, a menudo retiene su nasalización en formas derivadas aunque la consonante ya no sea nasal. Por ejemplo, la /m/ de máthair [ˈmãːhəɾʲ] («madre») se sustituye por la no nasal /w/ en la frase a mháthair [ə ˈwãːhəɾʲ] («su madre»), pero la vocal permanece nasalizada. De la misma forma, en sneachta [ˈʃnʲãxt̪ˠə] («nieve») la vocal después de la /nʲ/ se nasaliza, mientras que en an tsneachta [ə ˈtʲɾʲãxt̪ˠə] («de la nieve») es reemplazado por /ɾʲ/ en algunos dialectos septentrionales, pero la vocal nasalizada permanece.

## Fonotáctica
Los aspectos más interesantes de la fonotáctica irlandesa giran en torno al comportamiento de los grupos consonánticos. Se presentan algunas diferencias entre el comportamiento de los grupos consonánticos que se hallan a principio de palabra y aquellos que aparecen detrás de vocales, aunque comparten algunas características entre sí.

### Grupos consonánticos al inicio de palabra
Las palabras irlandesas pueden comenzar con grupos consonánticos de dos o tres consonantes. En general, todas las consonantes de un grupo coinciden en su pronunciación, es decir, que todas son ampliadas o todas son reducidas. Los grupos de dos consonantes empiezan con una consonante obstruyente seguida de una consonante nasal o de una líquida (salvo, que la consonante inicial sea obstruyente labial, en cuyo caso solo será seguida por una consonante líquida). Por ejemplo: bleán [bʲlʲaːnˠ] («ordeño»), breá [bʲɾʲaː] («amor»), cnaipe [ˈkn̪ˠapʲə] («botón»), dlí [dʲlʲiː] («ley»), gnáth [ɡn̪ˠaː] («normal»), pleidhce [ˈpʲlʲəicə] («idiota»), slios [ʃlʲɪsˠ] («lado»), sneachta [ˈʃnʲaxt̪ˠə] («nieve»), tlúth [t̪ˠl̪ˠuː] («póker»), and tnúth [t̪ˠn̪ˠuː] («adelante»). Los fonemas /sˠ/ y /ʃ/ pueden ser seguidos por una oclusiva sorda, como en sparán [ˈsˠpˠaɾˠaːn̪ˠ] («monedero») y scéal [ʃceːl̪ˠ] («historia»). Además, el grupo /mˠn̪ˠ/ aparece en la palabra mná [mˠn̪ˠaː] («mujeres») y en algunas formas relacionadas.
Los grupos de tres consonantes consisten en /sˠ/ o /ʃ/ junto con una oclusiva sorda y una consonante líquida. Algunos ejemplos incluyen: scliúchas [ʃclʲuːxəsˠ] («furor»), scread [ʃcɾʲad̪ˠ] («grito»), splanc [sˠpˠl̪ˠaŋk] («chispa»), spraoi [sˠpˠɾˠiː] («diversión») y stríoc [ʃtʲɾʲiːk] («raya»).
Una excepción a la coincidencia de pronunciación se produce cuando la consonante ampliada /sˠ/ se encuentra antes de una consonante labial (y para algunos hablantes de Connemara y Dingle antes de /c/ también). Como por ejemplo en: sméara [sˠmʲeːɾˠə] («bayas»), speal [sˠpʲal] («guadaña»), spleách [sˠpʲlʲaːx] («dependiente»), spreag [sˠpʲɾʲaɡ] («inspirado»), y scéal [ʃceːl̪ˠ] ~ [sˠceːl̪ˠ] («historia»).
La mutación consonántica inicial presenta una gama mucho más amplia de posibles grupos, como por ejemplo, cuando se produce la lenición en: bhlas [wl̪ˠasˠ] («sabor»), bhris [vʲɾʲɪʃ] («rompió»), chleacht [çlʲaxt̪ˠ] («práctica»), chrom [xɾˠɔmˠ] («doblado»), ghreamaigh [ˈjɾʲamˠə] («pegado»), ghníomhaigh [ˈjnʲiːwə] («actuado»), shleamhnaigh [hlʲəun̪ˠə] («deslizado»), shnámh [hn̪ˠaːw] («natación»), shroich [hɾˠɪç] («alcanzado»); o cuando se produce eclipsis (una oclusiva sorda muta a sonora o una oclusiva sonora muta a nasal), como por ejemplo: mbláth [mˠl̪ˠaː] («flor»), mbliana [ˈmʲlʲiən̪ˠə] («años»), mbrisfeá [ˈmʲɾʲɪʃaː] («romperías»), ndlúth [n̪ˠl̪ˠuː] («cerca»), ndroichead [ˈn̪ˠɾˠɔhəd̪ˠ] («puente»), ndréimire [ˈnʲɾʲeːmʲəɾʲə] («escalera»), ngléasfá [ˈɲlʲeːsˠaː] («vestirías»), ngreadfá [ˈɲɾʲat̪ˠaː] («saldrías»), ngníomhófá [ˈɲnʲiːwoːhaː] («actuarías»).
En los dialectos de Donegal, Mayo y Connemara (aunque no es muy común en las islas Aran), las nasales coronales /nˠ, nʲ/ pueden ser seguidas solo por /sˠ, ʃ/, respectivamente, en un grupo consonántico a inicio de palabra. Después de otras consonantes, son reemplazados por cnoc [kɾˠʊk] («colina»), mná [mˠɾˠaː] («mujeres»), gnaoi [ɡɾˠiː] («gustar»), tnúth [t̪ˠɾˠuː] («adelante»). Cuando se produce lenición, /sˠn̪ˠ, ʃnʲ/ se convierten en /hn̪ˠ, hnʲ/ como norma en estos dialectos, pero después del artículo definido an se convierten en /t̪ˠɾˠ, tʲɾʲ/: sneachta [ʃnʲaxt̪ˠə] («nieve»), shneachta [hnʲaxt̪ˠə] («nieve») (forma lenificada) y an tsneachta [ə tʲɾʲaxt̪ˠə] («de la nieve»).

### Grupos consonánticos postvocálicos y epéntesis

Grupo consonántico sujeto a epéntesis

Al igual que los grupos consonánticos de inicio de palabra, los grupos consonánticos postvocálicos generalmente coinciden en la pronunciación ampliada o reducida. La única excepción se produce con la ampliada /ɾˠ/, no con la reducida /ɾʲ/, que aparece antes de las coronales reducidas /tʲ, dʲ, ʃ, nʲ, lʲ/, como por ejemplo en: beirt [bʲɛɾˠtʲ] («dos personas»), ceird [ceːɾˠdʲ] («comercio»), doirse [ˈd̪ˠoːɾˠʃə] («puertas»), doirnín [d̪ˠuːɾˠˈnʲiːnʲ] («manipular»), comhairle [ˈkuːɾˠlʲə] («avisar»).
Los grupos consonánticos que empiezan por /ɾˠ, ɾʲ/, /l̪ˠ, lʲ/ o /n̪ˠ, nʲ/ y presentan a continuación una consonante labial o dorsal (salvo con las oclusivas sordas /pˠ, pʲ/, /k, c/) son interrumpidos por una vocal epéntetica /ə/: borb [ˈbˠɔɾˠəbˠ] («abrupto»), gorm [ˈɡɔɾˠəmˠ] («azul»), dearmad [ˈdʲaɾˠəmˠəd̪ˠ] («error»), dearfa [ˈdʲaɾˠəfˠə] («cierto»), seirbhís [ˈʃɛɾʲəvʲiːʃ] («servicio»), fearg [ˈfʲaɾˠəɡ] («ira»), dorcha [ˈd̪ˠɔɾˠəxə] («oscuro»), dalba [ˈd̪ˠal̪ˠəbˠə] («portarse mal»), colm [ˈkɔl̪ˠəmˠ] («paloma»), soilbhir [ˈsˠɪlʲəvʲəɾʲ] («campesino»), gealbhan [ˈɟal̪ˠəwən̪ˠ] («gorrión»), binb [ˈbʲɪnʲəbʲ] («veneno»), Banba [ˈbˠan̪ˠəbə] («Irlanda»), ainm [ˈanʲəmʲ] («nombre»), meanma [ˈmʲan̪ˠəmˠə] («moral»), ainmhí [ˈanʲəvʲiː] («animal»).
Sin embargo, no hay epéntesis si la vocal precedente al grupo consonántico es larga o un diptongo: fáirbre [ˈfˠaːɾʲbʲɾʲə] («arruga»), téarma [ˈtʲeːɾˠmˠə] («plazo»), léargas [ˈlʲeːɾˠɡəsˠ] («visión»), dualgas [ˈd̪ˠuəl̪ˠɡəsˠ] («deber»). Tampoco habrá epentésis en palabras que no tengan al menos tres sílabas: firmimint [ˈfʲɪɾʲmʲəmʲənʲtʲ] («firmamento»), smiolgadán [ˈsˠmʲɔl̪ˠɡəd̪ˠaːn̪ˠ] («garganta»), caisearbhán [ˈkaʃəɾˠwaːn̪ˠ] («diente de león»), Cairmilíteach [ˈkaɾʲmʲəlʲiːtʲəx] («Carmelita»).

## Ejemplos
La siguiente tabla muestra algunos frases del dialecto aranés.
| Irlandés | Transcripción | Español                                                                                     |
| --- | --- | ------------------------------------------------------------------------------------------- |
| Bhí sé ag amharc amach as an bhfuinneog nuair a bhí mise ag dul thart.                                                             | vʲiː ʃeː əɟ ˈafˠəɾˠk əˈmˠax asˠ ə ˈwɪn̠ʲoːɡ nuəɾʲ ə vʲiː ˈmʲɪʃə ɡɔl haɾˠt̪ˠ                                                            | Estaba mirando por la ventana cuando pasé.                                                  |
| Ní fheicfeadh sé poll thrí dréimire.                                                                                               | n̠ʲiː ˈɛcətʲ ʃeː pˠəul̪ˠ hɾʲiː ˈdʲɾʲeːmʲɾʲə                                                                                            | No vería un agujero a través de la escalera.                                                |
| Tá mé fliuch thríd is thríd. | t̪ˠaː mʲeː fʲlɔx hɾʲiːdʲ əsˠ hɾʲiːdʲ                                                                                                  | Estoy calado hasta los huesos.                                                              |
| Thug sé cloch mhór agus chaith sé leis an bhfuinneog í.                                                                            | hʊɡ ʃeː klɔx woːɾ ˈaɡəsˠ xa ʃeː lɛʃ ə ˈwɪn̠ʲoːɡ iː                                                                                    | Cogió una piedra grande y la lanzó contra la ventana.                                       |
| Tháinig sé isteach agus cuthach air.                                                                                               | ˈhaːnəɟ ʃeː əʃˈtʲax aɡəsˠ kuːx əɾʲ                                                                                                   | Se puso furioso.                                                                            |
| ― Ar íoc sibh mórán ar an móin? ― Go deimhin d'íoc is an laghad a bhfuil ann dhi.                                                  | ― əɾˠ iːk ʃɪbʲ ˈmˠoːɾˠaːn əɾʲ ə mˠuːn ― ɡə ˈdʲɪvʲən dʲiːk sˠə ˈl̪ˠəiəd̪ˠ ə wɪl aːn̪ˠ jɪ                                                 | ― ¿Pagaste mucho por el césped? ― Desde luego, teniendo en cuenta la poca cantidad que hay. |
| Tagaim ann chuile lá is is minic nach mbíonn mórán fáilte romham.                                                                  | ˈtʲaɡəmʲ aːn̪ˠ xɪlə l̪ˠaː sˠəsˠ ˈmʲɪnəc n̪ˠax mʲiən̪ˠ ˈmˠoːɾˠaːn ˈfˠaːl̠ʲtʲə ɾˠuːmˠ                                                       | Vengo todos los días, pero a menudo no soy muy bienvenido.                                  |
| Tá mé ag cloisteáil ag dul tharam go mbeidh samhradh fliuch sa mbliana againn, agus chítear dhom féin gur aisteach an scéal é sin. | t̪ˠaː mʲeː ˈklɪʃtʲaːl ə ɡɔl haɾˠəmˠ ɡə mʲəi ˈsˠavˠɾˠə fʲlɔx sˠə ˈmʲliənə aɡən̠ʲ aɡəsˠ ˈçiːt̪ˠəɾˠ ɣɔmˠ pʲeːn ɡəɾˠ ˈaʃtʲəx ə ʃceːl eː ʃɪn | He oído decir que tendremos un verano húmedo este año, pero parece una historia extraña.    |
| An bhfuil na fataí chomh maith is dúirt sé?                                                                                        | wɪl nə ˈfˠat̪ˠiː xoː mˠasˠ d̪ˠuːɾʲtʲ ʃeː                                                                                               | ¿Son las patatas tan buenas como dice?                                                      |
| An Ghaeilge a labhraítear i gCúige Mumhan, ní hionann í is an Ghaeilge seo againne.                                                | ə ˈɣeːlɟə ˈl̪ˠəuɾˠiːɾˠ ə ˈɡuːɟə mˠuːn n̠ʲiː ˈhɔnən̪ˠ iː sˠə ˈɣeːlɟə ˈʃaɡən̠ʲə                                                            | El irlandés hablado en Munster no es el mismo que nuestro irlandés.                         |

## Comparación con otras lenguas

### Gaélico escocés y manés
Muchos de los procesos fonológicos encontrados en el irlandés se encuentran también entre sus parientes más cercanos: el gaélico escocés y el manés. Por ejemplo, ambas lenguas muestran el contraste entre consonantes «ampliadas» y «reducidas», pero solo en los puntos de articulación coronal y dorsal, puesto que tanto el gaélico escocés como el manés han perdido la distinción en las consonantes labiales. Existen evidencias en manuscritos antiguos que en el siglo XVI comenzó el cambio de /kn̪ˠ/, /ɡn̪ˠ/, /mn̪ˠ/ y similares a /kɾˠ/, /ɡɾˠ/, /mɾˠ/ y similares en el gaélico escocés, y que a finales del siglo XVII y comienzos del siglo XVIII se encontraba ya establecido en el manés y en la mayoría de los dialectos escoceses. El alargamiento o la diptongación de las vocales antes de las sonoras tensas también se encuentra en ambos lenguajes. El patrón de acentuación del gaélico escocés es el mismo que en los dialectos de Connacht y de Ulster, mientras que en manés, la acentuación recae en las vocales largas y diptongos en las sílabas no iniciales, pero en condiciones más restrictivas que en el dialecto de Munster. El manés y muchos dialectos del gaélico escocés comparten con el irlandés de Ulster la característica no realizar el cambio de /a/ a /ə/ antes de /x/.

### Inglés de Irlanda
La pronunciación del irlandés ha tenido una influencia significativa en las características del inglés de Irlanda. Por ejemplo, la mayoría de las vocales del inglés de Irlanda  (con la excepción de /ɔɪ/) se corresponden con los fonos de las vocales  del irlandés. Las pausas irlandesas /t̪ˠ/ y /d̪ˠ/ reemplazan normalmente a los fonemas ingleses /θ/ y /ð/. El inglés de Irlanda también permite el uso de /h/ tal y como se emplea en irlandés, mientras que no se produce en otros dialectos del inglés, como antes de una vocal sin acento prosódico (por ejemplo, Haughey /hɑhi/) y al final de palabra (por ejemplo McGrath /məɡɹæh/). Hay epéntesis en palabras como film /fɪləm/ y form /fɒːɹəm/.